# Палестина на Светском првенству у атлетици у дворани 2014.
Палестина је учествовала на Светском првенству у атлетици у дворани 2014. одржаном у Сопоту од 7. до 9. марта осми пут. Репрезентацију Палестине представљао је један такмичар који се такмичио у трци на 1.500 метара.
На овом првенству Палестина није освојила ниједну медаљу али је остварен национални рекорд.

## Учесници
Мушкарци:
- Wesam Almassri — 1.500 м

## Резултати

### Мушкарци
| Атлетичар      | Дисциплина | Лични рекорд | Квалификација | Квалификација | Финале               | Финале       | Детаљи |
| Атлетичар      | Дисциплина | Лични рекорд | Резултат      | Место         | Резултат             | Место        | Детаљи |
| -------------- | ---------- | ------------ | ------------- | ------------- | -------------------- | ------------ | ------ |
| Wesam Almassri | 1.500 м    |              | 3:53,84 НР    | 8. у гр. 2    | Није се квалификовао | 20 / 22 (23) |        |